# Coupe AIF
 (novembre 2023).
Si vous disposez d'ouvrages ou d'articles de référence ou si vous connaissez des sites web de qualité traitant du thème abordé ici, merci de compléter l'article en donnant les références utiles à sa vérifiabilité et en les liant à la section « Notes et références ».
La coupe AIF est la « petite sœur » des Coupes de Belgique de volley-ball (féminine et masculine).
Fondée [Quand ?], elle reprend les équipes évoluant en Nationale 2 et 3 et les équipes de Provinciale 1.

## Messieurs
- Saison 2003-2004 : Vainqueur : ??? et Finaliste : ???

- Saison 2004-2005 : Vainqueur : VC La Chaîne Orp (N3) et Finaliste : VC Walhain (N3)

- Saison 2005-2006 : Vainqueur : VC Malonne (N3) et Finaliste : VC La Chaîne Orp (N2)

- Saison 2008-2009 : Vainqueur : SC Thimister-Herve Volley et Finaliste : Skill Volley Club Tournai[1]

## Dames
- Saison 2003-2004 : Vainqueur : ??? et Finaliste : ???

- Saison 2004-2005 : Vainqueur : ??? et Finaliste : ???